# Лунка (Галац)
Лунка (рум. Lunca) — село у повіті Галац в Румунії. Входить до складу комуни Жорешть.
Село розташоване на відстані 218 км на північний схід від Бухареста, 58 км на північ від Галаца, 136 км на південь від Ясс.

## Населення
За даними перепису населення 2002 року у селі проживали 262 особи, усі — румуни. Усі жителі села рідною мовою назвали румунську.